# Liste der Ehrenbürger Kanadas
Die Ehrenbürgerschaft Kanadas ist die höchste Auszeichnung, die das Land an Bürger aus dem Ausland vergibt. Es werden damit Personen für ihre herausragenden Verdienste geehrt. Über die Verleihung entscheidet das Kanadische Parlament. Die Ehrenbürgerwürde ist eine symbolische Auszeichnung. Sie ist mit keinerlei Privilegien oder Bürgerpflichten verknüpft.
Bislang wurde diese Ehrung sechs Personen zuteil. Eine Verleihung fand postum statt.
Hinweis: Die Auflistung erfolgt chronologisch nach Datum der Zuerkennung.

## Die Ehrenbürger Kanadas

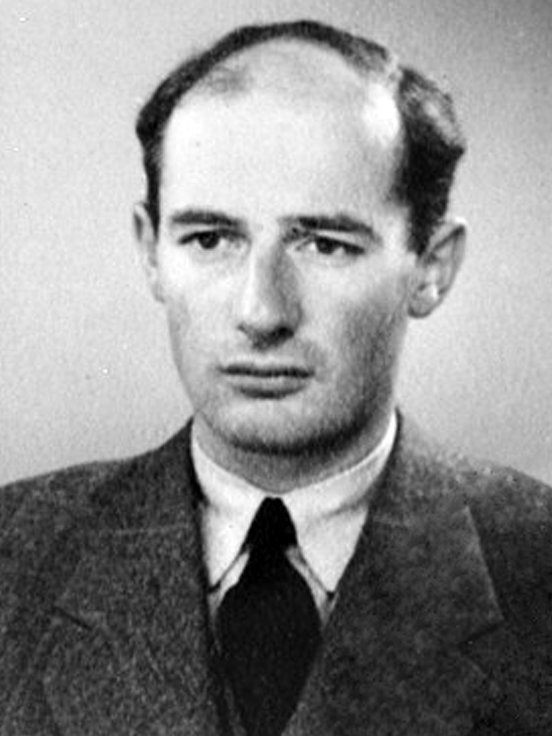
Raoul Wallenberg
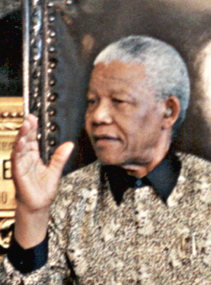
Nelson Mandela
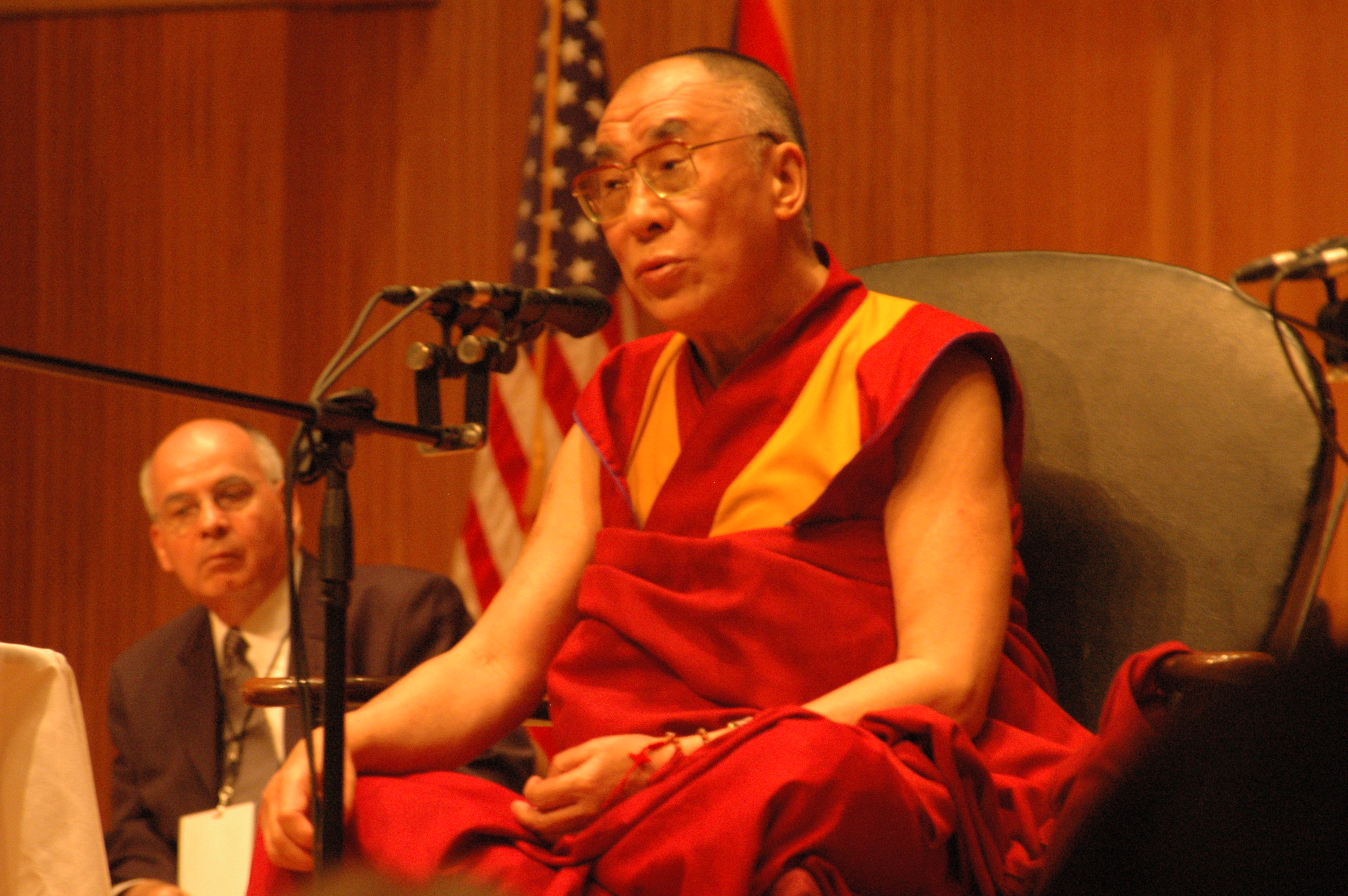
Tendzin Gyatsho
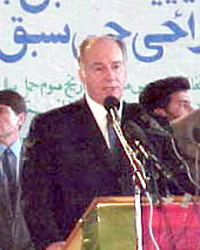
Karim Aga Khan IV.
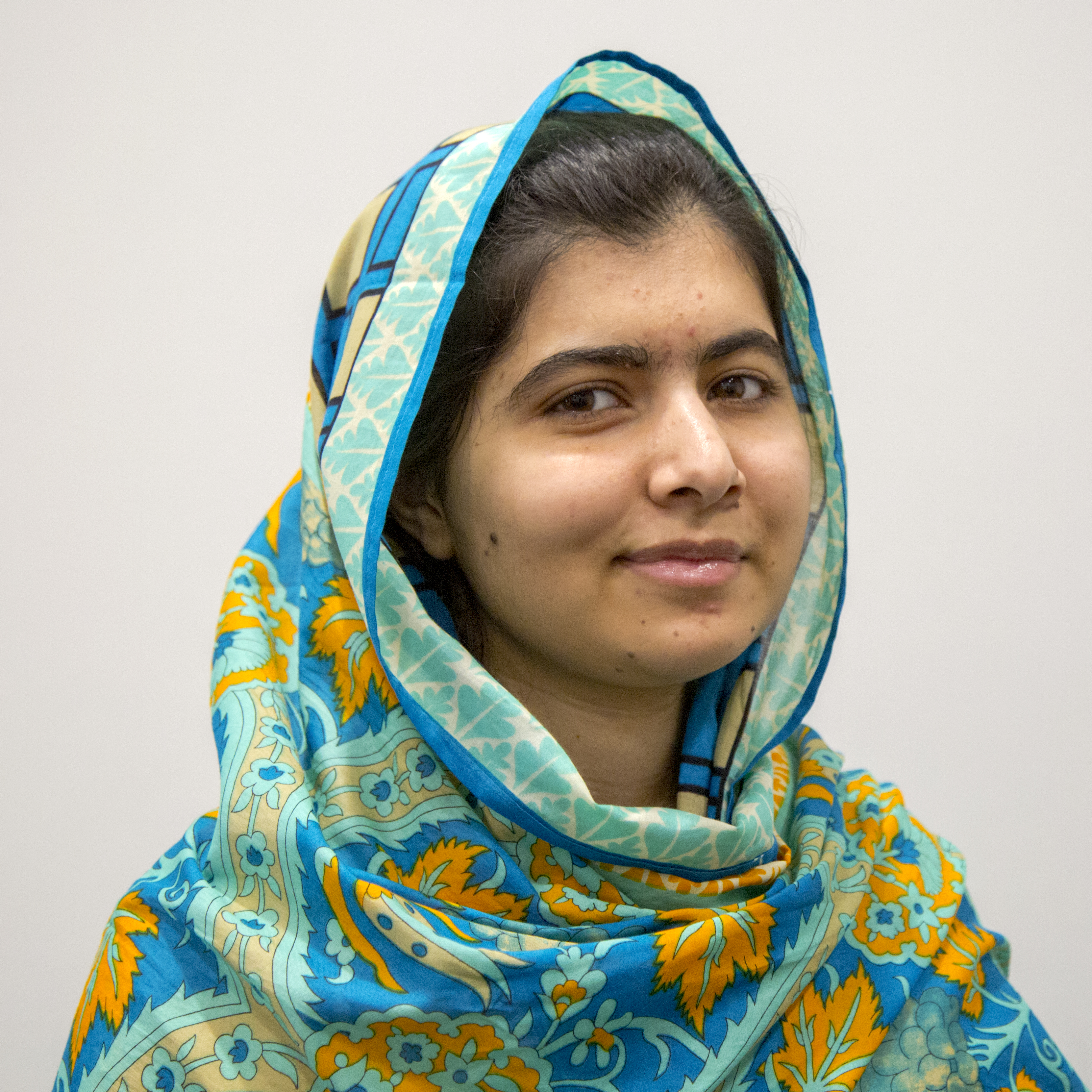
Malala Yousafzai

1. Raoul Wallenberg (* 4. August 1912 in Kappsta, Schweden; † n. bek.)
schwedischer Diplomat und Gerechter unter den Völkern
postume Verleihung 1985
2. Nelson Mandela (* 18. Juli 1918 in Mvezo, Transkei, Südafrika; † 5. Dezember 2013 in Johannesburg, Südafrika)
Präsident der Republik Südafrika und Anti-Apartheidsaktivist
Verleihung 2000
3. Tendzin Gyatsho (* 6. Juli 1935 in Taktser, Provinz Amdo, Osttibet)
14. Dalai Lama
Verleihung 2006
4. Aung San Suu Kyi (* 19. Juni 1945 in Rangun, Britisch-Birma, heute Myanmar)
myanmarische Bürgerrechtlerin und Friedensnobelpreisträgerin
Verleihung 2007
Aberkennung 2018[1]
5. Karim Aga Khan IV. (* 13. Dezember 1936 in Creux-de-Genthod, Schweiz; † 4. Februar 2025 in Lissabon, Portugal)
49. Imam der Nizariten
Verleihung 2009
6. Malala Yousafzai (* 12. Juli 1997 in Mingora, Pakistan)
Kinderrechtsaktivistin
Beschlossen 2014
Verleihung 2017